# Ploey
Ploey (títol original en islandès, Lói: Þú flýgur aldrei einn) és una pel·lícula d'aventures d'animació del 2018 dirigida per Árni Ásgeirsson i escrita per Friðrik Erlingsson. La banda sonora de la pel·lícula va ser composta per Atli Örvarsson. S'ha doblat al català.
La pel·lícula es va estrenar a Islàndia el 2 de febrer de 2018 i va rebre ressenyes favorables per part de la crítica local. Ara bé, globalment, a l'agregador de ressenyes Rotten Tomatoes, Ploey té una puntuació d'aprovació del 38% basada en vuit articles.
A tot el món, va recaptar 6,1 milions de dòlars. El país més taquiller va ser França, que va recaptar 954.533 dòlars.
La pel·lícula va estar en producció durant set anys abans d'acabar-se. El títol de treball original era Ploe.